# Jan Zbyněk Zajíc z Hazmburka
Jan Zbyněk Zajíc z Hazmburka (1570?–1616) byl vzdělaný český šlechtic z rodu Zajíců z Hazmburka.

## Život

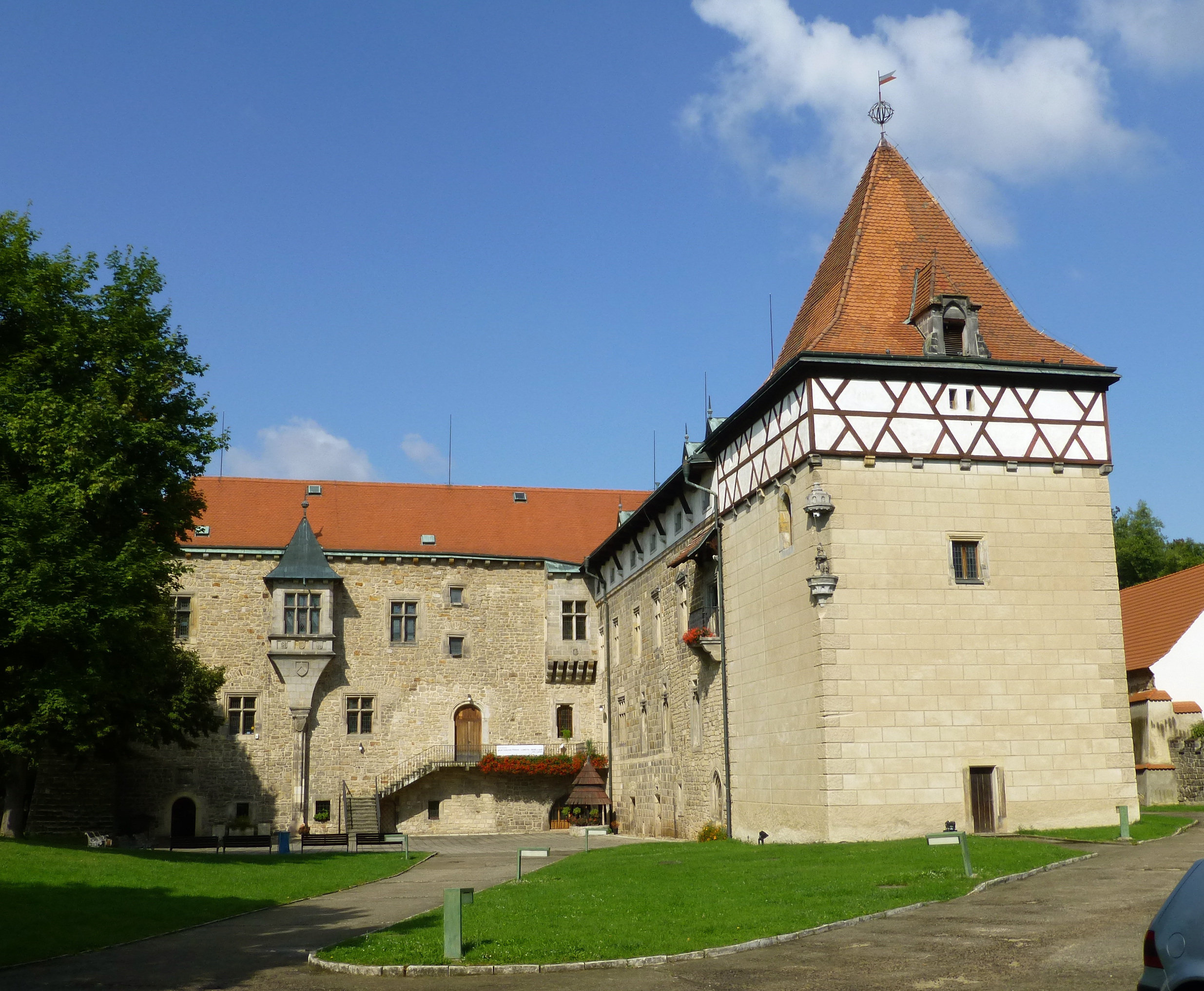
Budyně nad Ohří

Byl synem Mikuláše IV. z Hazmburka (a tedy vnukem Jana IV. z Hazmburka) a jeho druhé manželky Anny Doroty Popelové z Lobkovic, která krátce po porodu jediného syna zemřela.
Roku 1602[zdroj⁠?!] si vzal za manželku Polyxenu z Minkvic, se kterou měl později celkem sedm dětí, z toho pět synů. Jedním z nich, Jaroslavem Maximilianem, Hazmburkové vymřeli po meči.
V letech 1610 až 1616 zastával úřad prezidenta apelačního soudu. Pan Zajíc byl štědrým mecenášem, po řadu let podporoval kronikáře Bartoloměje Paprockého, zajímal se o alchymii a různé vědy a na svém zámku Budyni hostil mimo jiné i Tychona Brahe nebo Bavora Rodovského z Hustiřan. Také vlastnil bohatou alchymistickou knihovnu a často se chlubíval, že na alchymii vydal víc peněz než samotný císař Rudolf II. Tyto záliby a rozsáhlé renesanční přestavby jeho sídel, ke kterým patřily zámky Budyně nad Ohří, Mšené a Brozany, byly velmi nákladné. Jan Zbyněk si proto půjčoval vysoké částky, které nedokázal splácet. Postupně rozprodal téměř celý majetek, a jeho potomkům zůstala jen drobná panství. Po prodeji Budyně v roce 1614 se přestěhoval na brozanský zámek, který již dříve jako věno přenechal manželce a věřitelé jej proto nemohli zabavit. Do konce života pak setrval u apelačního soudu a žil jen z prezidentského platu.[zdroj⁠?!] Pohřben byl v klášteře při kostelu svatého Jakuba v Praze.

## Děti Jana Zbyňka Zajíce z Hazmburka
- Anna Marie (1603 – 15. července 1638)
- Jan Mikuláš (6. srpna 1604 – 1634)
- Kateřina Zykuna (po 1605 – ?)
- Oldřich Václav (asi 1606 – po 1617)
- Vilém Jan (asi 1609 – asi 1654)
- Jiří (asi 1611 – ?)
- Jaroslav Maxmilián (Mikuláš) (1614–1663)